# Фрайер, Пауль
Славо́мир Па́уль Фра́йер (нем. Slawomir Paul Freier), при рождении Славо́мир Па́вел Фре́ер (пол. Sławomir Paweł Freier; 26 июля 1979, Бытом, Силезия, ПНР) — немецкий футболист польско-силезского происхождения.

## Карьера

### Клубная
Играл в детстве в командах разных клубов (в том числе и польской команды «Лабенды»), но обучение прошёл в школе команды «Бохум». С 1999 года играл в его составе, проведя 117 игр и забив 16 голов. В 2004 году перешёл в леверкузенский «Байер», где играл до 2008 года (111 игр и 17 голов). В 2008 году вернулся в «Бохум», где играет и по сей день.

### В сборной
Дебютировал 9 мая 2002 в игре с Кувейтом. Несмотря на то, что провёл 19 игр и один раз отличился, ни на одном турнире так и не сыграл: в заявку на ЧМ-2002 и ЧМ-2006 он не попал, а Евро-2004 пропустил из-за травмы.

## Личная жизнь
Женат. Четверо детей. Живёт в Изерлоне.